# Бене (Ендр и Лоара)
Бене (фр. Benais) је насељено место у Француској у региону Центар, у департману Ендр и Лоара.
По подацима из 2011. године у општини је живело 953 становника, а густина насељености је износила 47,46 становника/km².

## Демографија
| 1962. | 1968. | 1975. | 1982. | 1990. | 2011. |
| ----- | ----- | ----- | ----- | ----- | ----- |
| 833   | 836   | 681   | 712   | 862   | 953   |